# Plinthus sericeus
Plinthus sericeus är en isörtsväxtart som beskrevs av Ferdinand Albin Pax. Plinthus sericeus ingår i släktet Plinthus och familjen isörtsväxter. Inga underarter finns listade i Catalogue of Life.